# Ludwig von Baldass
Ludwig von Baldass (ou von Baldaß, né en 1887 et mort le 20 novembre 1963 à Vienne) est un historien de l'art autrichien, professeur et auteur renommé, spécialisé dans la peinture des Pays-Bas anciens.

## Biographie
Il étudie avec Max Dvořák à l'université de Vienne et commence à y donner des conférences en 1926, où il obtient le poste de professeur en 1934. Le traité de Von Baldass en 1942 sur Hans Memling joue un rôle déterminant dans la réévaluation de son importance artistique. Il publie aussi des articles et des livres sur Jan van Eyck (1952), Hieronymus Bosch (1953), Giorgione et Albrecht Altdorfer. 
Après l'Anschluss avec l'Allemagne nazie, von Baldass adhère à la politique des nazis en matière d'art. Lorsque le Reich commence une campagne de pillage d'œuvres de collectionneurs juifs, des membres de la  famille Rothschild tentent de quitter le pays, emportant leurs peintures avec eux. Von Baldass, membre fidèle du parti nazi, résiste et s'oppose dans le but d'empêcher les œuvres de quitter l'Autriche. En conséquence, la plupart passent aux mains de l'État nazi. Après la guerre, Louis Rothschild essaie de récupérer une partie de sa collection, mais von Baldass use de son influence et décide que certaines pièces resteraient entre les mains du Kunsthistorisches Museum, en échange du passage de nombreuses autres à la famille Rothschild. De Rothschild est finalement contraint de céder à ces conditions. 
Von Baldass prend sa retraite après avoir enseigné en 1949 et se consacre à l'écriture ; ses travaux les plus importants sont publiés après 1952. Il s'est marié à Paula Wagner, petite-fille de l'architecte Otto Wagner. 

## Publications
- Albrecht Altdorfer, Gallus Verlag, 1941
- Hans Memling, 1942
- Conrad Laib Und Die Beiden Rueland Frueauf, V von Anton Schroll, 1946
- Jan van Eyck, Phaidon Press, 1952
- Hieronimus Bosch. Abrams, 1960
- Giorgione, Thames & Hudson, (posthume) 1965